# Inhalation

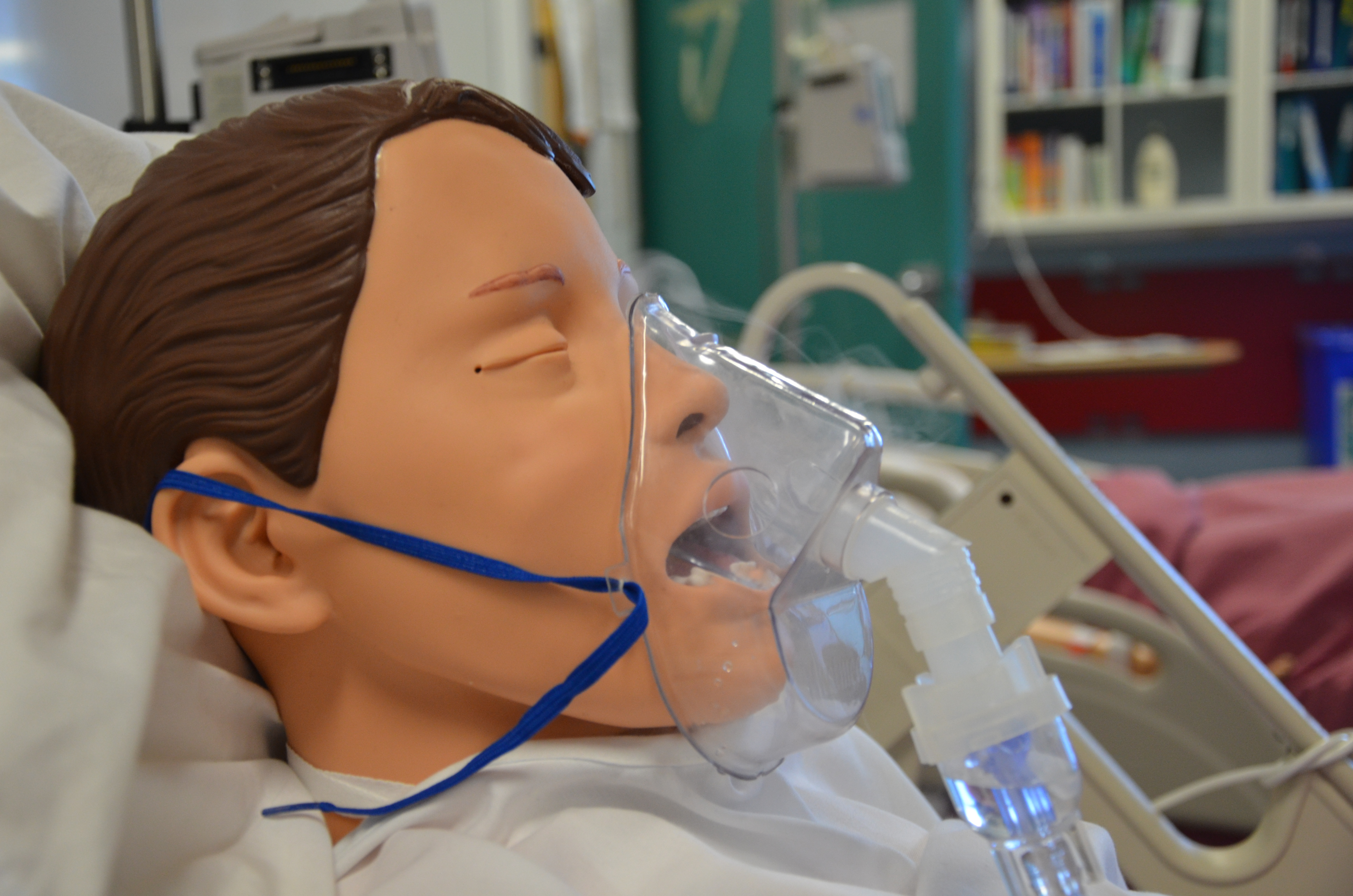
Inhalation

Als Inhalation oder Inhalieren (von lateinisch inhalare ‚anhauchen‘) wird das Einatmen gasförmiger Wirkstoffe oder Aerosole (also dem Gemisch von festen oder flüssigen Schwebeteilchen und Luft) bezeichnet. Die häufigsten Einsatzgebiete in der Medizin finden sich in der Behandlung von Atemwegserkrankungen (wie Erkältungen, Nebenhöhlenentzündungen und Bronchitis) sowie im Bereich der Anästhesie mit der Gabe von Inhalationsanästhetika im Rahmen der Inhalationsanästhesie. Das Gegenteil der Inhalation ist die Exhalation.
Beabsichtigt inhaliert wird beim Rauchen, ungewollt beim Passivrauchen und dem Einatmen von Gefahrstoffen, so bei einer Rauchgasexposition. Per inhalationem wirken auch verschiedene biologische und chemische Waffen sowie radioaktive Stoffe.
An Einsatzstellen, wo mit Atemgiften zu rechnen ist, muss geeigneter Atemschutz verwendet werden. Dafür stehen diverse Maskentypen mit unterschiedlichen Atemschutzfiltern zur Verfügung.

## Größe der Aerosolteilchen
Wichtig für den beabsichtigten Effekt ist die Partikelgröße, da diese die Eindringtiefe und damit den Wirkort bestimmt. So werden bei der Inhalationsszintigraphie Aerosole eingeatmet, die sich abhängig von der Partikelgröße im Bronchialsystem oder in den Alveolen ablagern, wodurch eine gestörte Lungenfunktion durch periphere Passagehindernisse, wie eine Schleimhautschwellung, vermehrtes Bronchialsekret oder Bronchialmuskelspasmen dokumentiert werden kann.
Partikelgrößen werden als MMAD (mass median aerodynamic diameter) charakterisiert. Bei der inhalativen Therapie werden Partikelgrößen zwischen 1 und 5 µm bzw. 1 und 10 μm für den MMAD angestrebt. Zusätzlich beeinflusst nicht nur die Teilchengröße die Lungengängigkeit der Partikel, sondern auch die Atmungstechnik der Anwender.
Neben der Partikelgröße spielt auch die Menge der lungengängigen Teilchen pro Zeiteinheit eine wichtige Rolle für die Wirksamkeit der Inhalationstherapie. Dieser Zusammenhang wird in der Fachliteratur als Respiratory Drug Delivery Rate (RDDR) bezeichnet. Sie beschreibt, wie viel therapeutisch wirksames Aerosol pro Minute tatsächlich die Lunge erreichen kann.
Ein Inhalationsgerät, das sehr kleine Partikel erzeugt, kann zwar theoretisch tiefer in die Lunge vordringen, produziert es jedoch nur eine geringe Menge solcher Partikel pro Minute, verlängert sich die Inhalationsdauer erheblich. Moderne Inhalationssysteme streben daher ein ausgewogenes Verhältnis an, bestehend aus einer geeigneten Partikelgröße (typischerweise 1–5 µm), einem hohen Anteil lungengängiger Partikel und einer möglichst hohen Abgaberate pro Zeiteinheit. Eine hohe RDDR kann somit die Therapieeffizienz steigern und die Inhalationszeit verkürzen.

## Anwendung
Bei der Dampfinhalation (als sogenanntes Dampfteilbad) wird Wasser erhitzt und der entstehende Wasserdampf eingeatmet. Da der Tröpfchendurchmesser größer als 15 Mikrometer ist, gelangen die Partikel nur in die oberen Atemwege (bis in die Luftröhre), eine Anwendung zur Linderung von Beschwerden ist somit nur bei Erkrankungen im Bereich der oberen Luftwege sinnvoll. Da zugesetztes Salz nicht in die Tröpfchen gerät (siehe Destillation), hat dies keine Wirkung. Oft werden ätherische Öle zugesetzt, wobei die Datenlage über einen gesicherten Nutzen spärlich ist.
Die Dampfinhalation birgt insbesondere bei Kindern ein hohes Risiko für Verbrühungen. Eine Studie aus Großbritannien zeigte, dass wiederholt Kinder mit Verbrennungsverletzungen durch Dampfinhalation behandelt werden mussten, was auch zu erheblichen Behandlungskosten führte.
Vaporisatoren (wörtlich Verdampfer) sind Geräte (Inhalationsapparate) zum direkten Verdampfen von Wirkstoffen, ohne dass diese zuvor in Lösung gebracht werden.
Bei der Vernebler- oder Aerosolinhalation werden kleinere Tröpfchen mit einem Durchmesser von 1 bis 15 Mikrometer erzeugt, die bis in die unteren Atemwege (Lunge) gelangen können.
Pulverförmige Inhalate werden mit einem Pulverinhalator verabreicht und eingeatmet. Eine richtige Anwendung der eingesetzten Geräte ist die unabdingbare Voraussetzung für die Wirkung dieser Therapieform.